# Cosmosoma oroyana
Cosmosoma oroyana är en fjärilsart som beskrevs av Rothschild 1911. Cosmosoma oroyana ingår i släktet Cosmosoma och familjen björnspinnare. Inga underarter finns listade i Catalogue of Life.